# Axel Arnell
Axel Arnell, född den 21 november 1846 i Härnösand, död där den 4 april 1928, var en svensk ämbetsman. Han var bror till Wilhelm, Alma och Knut Arnell.

## Biografi
Arnell blev student vid Uppsala universitet 1867 och avlade examen till rättegångsverken där 1872. Han blev vice häradshövding 1875, Arnell var tillförordnad länsbokhållare i Västernorrlands län 1878–1883 och ordinarie länsbokhållare 1883–1892, tillförordnad landskamrerare där 1890–1892 och ordinarie landskamrerare 1892–1915.
Han blev riddare av Nordstjärneorden 1898 och kommendör av andra klassen av Vasaorden 1911. Arnell vilar på Härnösands gamla kyrkogård.
Arnell invaldes 1921 som associé i Kungliga Musikaliska Akademien.